# Rudná pod Pradědem (przystanek kolejowy)
Rudná pod Pradědem – przystanek kolejowy w Rudnej pod Pradědem, w kraju morawsko-śląskim, w Czechach. Przystanek znajduje się na wysokości 595 m n.p.m. i leży na linii kolejowej nr 312.